# Kursächsische Ganzmeilensäule Zwönitz

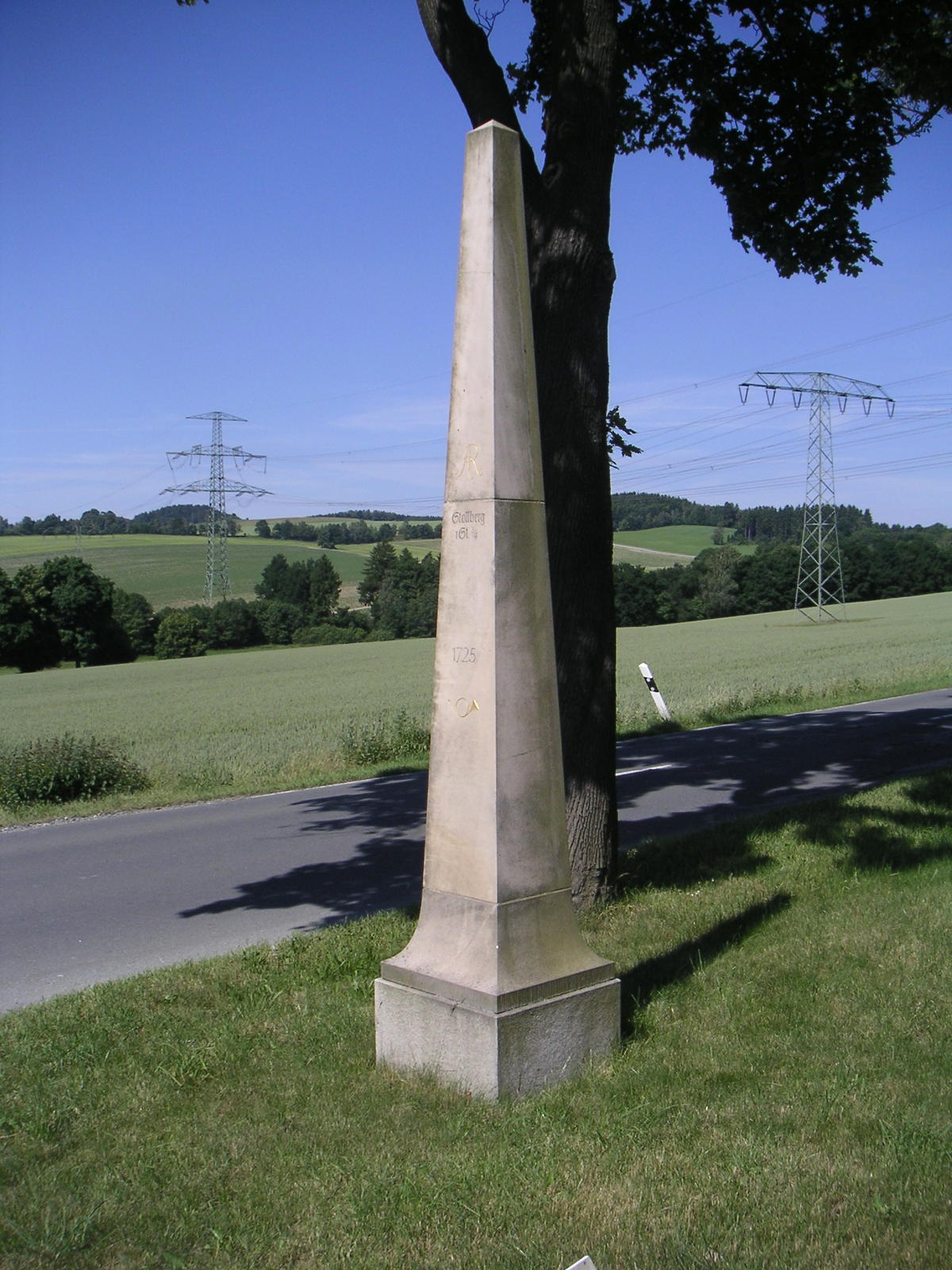
Nachbildung einer Ganzmeilensäule in Zwönitz

Die denkmalgeschützte kursächsische Ganzmeilensäule Zwönitz gehört zu den Postmeilensäulen, die im Auftrag des Kurfürsten Friedrich August I. von Sachsen durch den Land- und Grenzkommissar Adam Friedrich Zürner in der ersten Hälfte des 18. Jahrhunderts im Kurfürstentum Sachsen errichtet worden sind. Sie befindet sich an der alten Poststraße von Chemnitz nach Schwarzenberg/Erzgeb. am Ortsausgang in Richtung Stollberg/Erzgeb. in der westerzgebirgischen Kleinstadt Zwönitz im Erzgebirgskreis. 

## Geschichte
Bei dieser Ganzmeilensäule handelt es sich um die Nachempfindung der ursprünglich unweit dieser Stelle gestandenen Postmeilensäule aus dem Jahr 1724 mit der Reihennummer 44 der damaligen Poststraße von Chemnitz nach Schwarzenberg. Die Säule wurde Ende der 1990er Jahre im Auftrag der Stadt Zwönitz, zusammen mit zwei weiteren Kopien, eines Viertelmeilensteines und einer Halbmeilensäule, aufgestellt und im Gegensatz zum Original, das aus Greifensteiner Granit bestand, aus Elbsandstein mit einem Sockel aus Lausitzer Granit gefertigt.
Koordinaten: 50° 38′ 59,7″ N, 12° 49′ 4″ O